# Curac
Curac är en kommun i departementet Charente i regionen Nouvelle-Aquitaine i västra Frankrike. Kommunen ligger  i kantonen Chalais som ligger i arrondissementet Angoulême. År 2022 hade Curac 116 invånare.

## Befolkningsutveckling
Antalet invånare i kommunen Curac
Referens:INSEE